# Branislav Bojčić
Branislav Bojčić je srpski pisac rođen u Beogradu 30. decembra 1984. godine. Prvu knjigu pod nazivom Mrzim svog brata je napisao 2017. godine. Roman govori o ratu u koji se dogodio početkom 90-tih godina na prostorima bivše Jugoslavije. Posle fenomenalne reakcije javnosti, knjiga je prevedena na engleski jezik.